# 亨利鎮區 (伊利諾伊州馬歇爾縣)
亨利鎮區（英語：Henry Township）是位於美國伊利諾伊州馬歇爾縣的一個行政鎮區。

## 地方資料
根據2010年美國人口普查的數據，亨利鎮區的面積為42.50平方千米，當中陸地面積為38.00平方千米，而水域面積為4.50平方千米。當地共有人口2534人，而人口密度為每平方千米59.62人。